# Glycine tabacina
Glycine tabacina är en ärtväxtart som först beskrevs av Jacques-Julien Houtou de La Billardière, och fick sitt nu gällande namn av George Bentham. Glycine tabacina ingår i släktet sojabönor, och familjen ärtväxter. Inga underarter finns listade i Catalogue of Life.